# Campton Hills (Illinois)
Campton Hills es una villa ubicada en el condado de Kane en el estado estadounidense de Illinois. En el Censo de 2010 tenía una población de 11131 habitantes y una densidad poblacional de 250,45 personas por km².

## Geografía
Campton Hills se encuentra ubicada en las coordenadas 41°57′1″N 88°25′1″O / 41.95028, -88.41694. Según la Oficina del Censo de los Estados Unidos, Campton Hills tiene una superficie total de 44.44 km², de la cual 44.44 km² corresponden a tierra firme y (0%) 0 km² es agua.

## Demografía
Según el censo de 2010, había 11131 personas residiendo en Campton Hills. La densidad de población era de 250,45 hab./km². De los 11131 habitantes, Campton Hills estaba compuesto por el 95.37% blancos, el 0.55% eran afroamericanos, el 0.18% eran amerindios, el 1.78% eran asiáticos, el 0.06% eran isleños del Pacífico, el 0.87% eran de otras razas y el 1.19% pertenecían a dos o más razas. Del total de la población el 3.65% eran hispanos o latinos de cualquier raza.